# 市場十字 (特里爾)

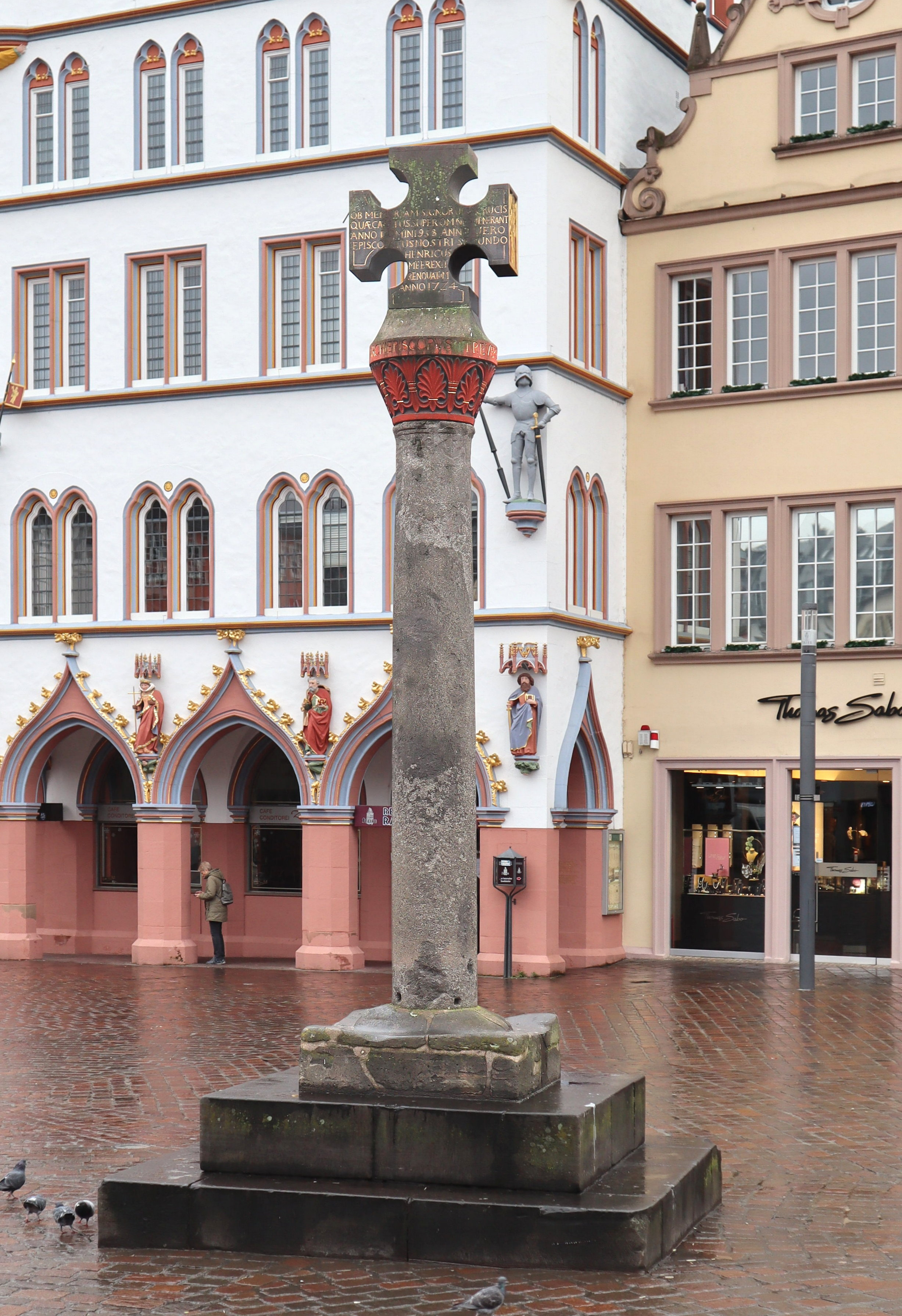
市場十字

市場十字（德語：Marktkreuz）是位於德國特里尔中央市集广场的一個十字架，該十字架大約於958年左右由海因里希一世大主教竖立。